# Fisher Island (Prinzessin-Elisabeth-Land)
Fisher Island (norwegisch Sigdøy ‚Sichel-Insel‘, chinesisch 雄茂島 Xiongmao Dao, deutsch ‚Panda-Insel‘) ist eine kleine halbmondförmige Insel vor der Ingrid-Christensen-Küste des ostantarktischen Prinzessin-Elisabeth-Lands. In der Prydz Bay liegt sie unmittelbar vor der Stinear-Halbinsel, von der sie durch die Meerenge Xiaowu Xia getrennt ist. Die Halbinsel Shanyangwei Bandao ist ihr nordwestlicher Ausläufer. 
Norwegische Kartographen, die sie deskriptiv nach ihrer Form benannten, kartierten sie anhand von Luftaufnahmen der Lars-Christensen-Expedition 1936/37. Das Antarctic Names Committee of Australia benannte sie dagegen 1988 nach Morris Maxwell Fisher (1934–2016), der nahe dem westlichen Ende dieser Insel zwischen dem 12. und 14. August 1957 die ersten astronomischen Navigationsmessungen durchgeführt hatte. Die chinesische Benennung geht auf das Jahr 1993 zurück.